# Velika Nedelja
Velika Nedelja (prleško Vejka Nedla) je kraj in krajevna skupnost v Občini Ormož. Je tudi pomembno urbano središče, ki kljub svoji velikosti ohranja značilnosti vasi. Že leta 1486 je imela 6 kmetij in 29 prebivalcev. Župnijska cerkev in grad tevtonskih vitezov izstopata v pokrajini in pričata o njuni nekdanji veličini.

## Zgodovina
Začetki kraja segajo pred leto 1200, ko je Nemški križarski red na tem kraju na veliko nedeljo premagal Ogre. Ime kraja naj bi izviralo prav v počastitev te zmage.

## Arhitektura
Cerkev Svete Trojice Velika Nedelja
Cerkev svete Trojice je obstajala že pred letom 1199, sprva kot kapela. Ta kapela je imela zvonik s sodčasto obokano kupolo in apsido. Friderik II. Ptuj je kapelo preuredil v cerkev, tako da ji je dodal ladjo. Salzburški nadškof Eberhard II. ji je podelil določene pravice, njeno patronatstvo pa je bilo dodeljeno Frideriku. Okoli leta 1210 je Friderik svoje pravice nad cerkvijo, polovico desetine in bolnišnico Device Marije podaril nemškemu viteškemu redu. Friderik III. ni priznal pravic reda, vendar je leta 1235, na vztrajanje svoje žene Metilde in nečakov Friderika IV. in Hartnida II., spremenil mnenje. Nadškof Salzburški jo je leta 1236 posvetil in vključil v red, pri tem pa si je izrecno pridržal pravice škofovske pisarne.
Kapela in kasneje cerkev sta skozi stoletja doživljali stalne prenove in spremembe. V prvi polovici 13. stoletja je bila kapela preoblikovana v kvadratni prezbiterij in precej dolgo apsido. Takšne postavitve ni mogoče najti nikjer drugje v Sloveniji. Ladja je imela raven strop, prezbiterij pa sodčast obok. Ožja in nižja apsida je bila pokrita z kupolo. Okoli leta 1280 so bile izvedene prve pomembne spremembe. Kvadratni prezbiterij je bil dvignjen za eno nadstropje in oblikovan v stolp. Ladja je bila podaljšana, njeni zahodni vogali pa poudarjeni z obrobami. Stara ladja je bila rahlo dvignjena in dobila novo poševno streho, naslonjeno na zahodno stran stolpa. Stolp prikazuje posamezne gradbene faze od romanskih do gotskih obdobij. Tri njegove stene se končajo v obliki trifolija, četrta pa je imela zdaj zazidan pravokoten prehod na podstrešje stare ladje. Tako je cerkev postala precej večja. Na vzhodni strani je bil dodan stolp, ki komaj presega streho ladje. Nadaljnji razvoj cerkve je dobro dokumentiran. Med pozno gotskim in renesančnim obdobjem so bile okenske odprtine na apsidi dvakrat preoblikovane. Na severnem delu stolpa je bila zgrajena zakristija. Med letoma 1674 in 1698 je bila ladja drugič podaljšana, dvignjena in obokana, v novem delu pa je bila zgrajena pevska galerija, bogata s štukaturami. Figuralna štukatura na sprednji strani pevske galerije Petra, Pavla in puttov vključuje ornamentalne značilnosti, kot so venci sadja in cvetja, ki tvorijo izjemno bogat okvir za grb in turnirsko čelado, ovito z listi akanta. To delo je ustvaril J. Schomassi iz Milana.
V istem obdobju je bil dvignjen stolp, zgrajena severna kapela in pristreški, ki so bili dodani zahodnim in južnim vhodom v ladjo. V prvi polovici 18. stoletja je bila ladja ponovno dvignjena, južni pristrešek pa je bil preurejen v kapelo. Nad zakristijo je bil zgrajen oratorij, celotna cerkev pa je bila obkrožena z bogato profiliranim frizom. Cerkev je večji del sedanje opreme dobila v drugi polovici 18. stoletja. Trijumfalni lok je bil zazidan okoli leta 1770, s čimer je vzhodni del cerkve postal kapela, posvečena Devici Mariji, ki sta jo leta 1831 naslikala brata Franz in Joseph Kreuzer iz Gradca. Žal slike niso ohranjene. Danes kapela hrani krstilnico z izvirnim krstnim kamnom iz leta 1235. Krstni kamen je izdelan iz marmorja in okrašen s štirimi ženskimi glavami, ki simbolizirajo štiri reke raja, štiri evangelije ali štiri kreposti. Ostanki srednjeveških okraskov so precej skromni, najpomembnejši so dva kamnita reliefa, eden pokriva streho apside, drugi pa jugovzhodni vogal ladje. Reliefi prikazujejo pokrite moške glave, ki simbolizirajo moške, vgrajene v steno za utrditev in obrambo. Južna stena stolpa vsebuje rustikalni relief, ki prikazuje bradatega moškega. Njegova izvedba spominja na kapitel v protestantski cerkvi v Kerčiji, ki ga je najverjetneje izdelal madžarski kamnosek ob koncu 12. stoletja. Na severni steni ladje je ohranjena freska iz okoli leta 1430, ki prikazuje svetnike in angele v treh sekvencah. Obe kapeli, zlasti njuni triumfalni loki, imata štukature izjemne kakovosti, izdelane okoli leta 1760,  s strani neznanega umetnika, najverjetneje Avstrijca. Ladja ima sliko, ki jo je med letoma 1876 in 1882 ustvaril Jakob Brollo. Veliki oltar je izdelal mariborski kipar Hožwf Holzinger okoli leta 1770, okrašen pa je s sliko svete Trojice, delo Josepha Wohnsiedlerja iz Gradca, datirano v leto 1831. Freskirani oltarji v kapelah prikazujejo svetega Jožefa in svetega Janeza Nepomuka in jih je leta 1762 naslikal neznan umetnik. Prižnica in oltar svetega Križa sta bila izdelana v delavnici Mersi v Rogatcu. Dva oltarja, zgrajena leta 1826, nosita pečat baročnega obdobja. Anton Klarman iz Gradca je leta 1836 naslikal Križev pot, orgle iz leta 1859 pa je izdelal Lenart Ebner iz Maribora.

### Grad Velika Nedelja
Grad Velika Nedelja, ki leži vzhodno od cerkve, je v resnici stara "komenda" – poveljništvo tevtonskih vitezov. Prvič je bil omenjen leta 1273 kot "domus", čeprav je bil verjetno ustanovljen vsaj deset let prej. Vitezi so od tam upravljali posestvo. Leta 1259 so njihovo posest imenovali "terra Nedelk et Zunk sita inter Drauam et Mura". Grad je ostal v njihovi lasti do zadnje vojne. Leta 1542 je bila njegova ocenjena vrednost komaj 5000 florinov, kar je bilo štirikrat manj kot grad Omrož. Bil je znan po svojem skromnem videzu in inventarju do 17. stoletja. Tloris v obliki križa je bil ohranjen v jugozahodnem delu sedanje stavbe. Med prvo in šesto osjo južna fasada še vedno nosi oznake nekdanje tri etažne stavbe s tremi ozkimi zidnimi nišami iz 13. stoletja. Sedanji grajski kompleks je svojo končno podobo dobil v renesančnem obdobju, med letoma 1610 in 1612, pod poveljnikom Markwardom von Eckh und Hungerspach.
Kasnejša obnovitvena dela, zlasti tista med letoma 1723 in 1730, so bila omejena na izravnavo kril, dviganje vogalnih stolpičev, uvedbo baročnih elementov na fasadah in poenotenje oken in vrat. V istem obdobju so v zahodnem krilu zgradili štiriramensko stopnišče in jedilnico ter enoetažno kapelo s štukaturami na stropu v vzhodnem krilu. Ob zahodnem grajskem zidu je bila zgrajena lesena gospodarska stavba, pokrita s tremi prečnimi koreninami, kot je prikazano na sliki iz leta 1772. Med letoma 1805 in 1850 so bile rekonstrukcije večinoma osredotočene na zunanji videz gradu. Leta 1882 je slikar Jakob Brollo okrasil grajsko kapelo.
Sodobna stavba je podolgovata, njena fasada je členjena s trinajstimi in sedmimi osmi. Narejena je iz opeke, sestavljajo jo štiri krila, ki popolnoma zapirajo notranje dvorišče s fontano, ter tri krila, ki obdajajo zunanje dvorišče. Stavba je okrepljena z vogalnimi stolpi, ki so eno nadstropje višji od preostale stavbe in so pokriti s pločevinastimi strehami. Grad leži na blagem pobočju, zato je potreboval obrambni jarek le na zahodni strani, kjer so še vidni ostanki pravokotnega portala in dvižnega mostu. Na Vischerjevi gravuri iz leta 1681 v Ormožu je mogoče opaziti starejši zahodni del gradu, ki je bil višji od dvoetažnega vzhodnega dela, proti kateremu jasno izstopa čebulasta kupola nekdanje kapele. Zahodni del gradu je opremljen s strelnicami v pritličju, medetaži in zgornjih nadstropjih; vmes sta dve stanovanjski nadstropji z večjimi pravokotnimi okni. Vogalni stolpiči na zahodu še vedno vsebujejo strelnice v prvih dveh nadstropjih in merlature v zgornjem nadstropju, medtem ko sta dva na vzhodu očitno stanovanjska. Pod gradom je vrt in enoetažna gospodarska stavba z vogalnim stolpičem, okrepljenim s štirimi okroglimi vogalnimi stolpi.
Skulpture sv. Katarine in sv. Barbare ter Pieta, vse iz 15. stoletja, ter slika Device Marije s sv. Florijanom, ki jo je leta 1724 naslikal Martin Altomont, so bile odstranjene iz grajske kapele v Pokrajinski muzej Ptuj. V gradu Velika Nedelja je ostal nagrobni relief poveljnika Markvarda Echa iz leta 1612, ki ga pripisujejo italijanskemu umetniku Filibertu Pacobellu. Drugo pomembno umetniško delo je kip Janeza Nepomuka iz leta 1744, ki zdaj stoji pred župnijsko cerkvijo. Kip je podoben tistim na gradu Dornava, ki so prav tako nastali sredi 18. stoletja.

### Kogl
Na griču, ki je prvič omenjen leta 1542 stoji spomeniško zaščitena domačija Kogl.
Vaško jedro
Velika dvonadstropna šolska stavba stoji zahodno od cerkve in je bila zgrajena leta 1895, prizidek pa je bil dodan leta 1984. Neobaročne hiše iz konca 19. stoletja, nekdanje trgovske hiše, župnišče in šola tvorijo jedro Velike Nedelje. Sredi te impresivne arhitekturne skupine stoji spomenik narodnoosvobodilni vojni, ki ga je leta 1983 ustvarila kiparka Anica Čadež-Lapajne.

## Znane osebe
- Peter Dajnko (1787-1837), pisatelj, prevejalec, jezikoslovec
- Anton Irgolič (1830-1888), pedagoški organizator
- Alojzij Meško (1858-1897), teolog
- Jože Fegeš (1933-1988), inženir
- Tadej Vesenjak (1978-), kantavtor